# Đội tuyển bóng chày quốc gia Cộng hòa Séc
Đội tuyển bóng chày quốc gia Cộng hòa Séc là đội tuyển bóng chày đại diện Cộng hòa Séc tại các giải đấu quốc tế. Đội thường xuyên tham dự Giải vô địch bóng chày châu Âu tổ chức hai năm một lần và ra mắt tại giải Siêu kinh điển bóng chày thế giới vào kì năm 2023 .

## Lịch sử
Các câu lạc bộ bóng chày Séc bắt đầu thi đấu với các đội quân nhân Hoa Kỳ trong thời kì ngay sau Thế chiến thứ II, nhưng sự phát triển của môn thể thao này đã dừng lại sau khi Tiệp Khắc chịu sự ảnh hưởng của Liên Xô sau Bức màn sắt cho đến khi các buổi huấn luyện bóng chày được Bill Arce tổ chức tại Praha từ năm 1969. Phải đến những năm 1980, đội tuyển quốc gia chính thức Tiệp Khắc lúc bấy giờ mới được thành lập; đội đã giành chiến thắng ba trong bốn trận đấu giao hữu với đội tuyển quốc gia Liên Xô tại Tbilisi, Gruzia vào tháng 10 năm 1987. 
Đất nước này đã trở thành thành viên chính thức của Liên đoàn Bóng chày Châu Âu vào năm 1989, vào khoảng thời gian diễn ra Cách mạng Nhung. Vào thời điểm Tiệp Khắc tan rã năm 1993, đội tuyển quốc gia gần như toàn bộ bao gồm gồm các cầu thủ Séc. Đội tuyển quốc gia CH Séc lần đầu tiên lọt vào Giải vô địch bóng chày châu Âu vào năm 1997, với thành tích 4 thắng – 4 thua. Đội đã suýt nữa giành quyền tham dự Thế vận hội mùa hè 2004 tại Athens, tuy nhiên đã mất vé vào tay đội Ý và Hà Lan. 
Năm 2009, Châu Âu đăng cai Giải vô địch bóng chày thế giới IBAF, lần đầu tiên trong lịch sử giải đấu không chỉ được đăng cai trong phạm vi một quốc gia. Prague là nơi tổ chức vòng bảng Bảng A và đội tuyển Cộng hòa Séc đứng thứ 20 với thành tích 0 thắng – 3 thua sau khi để thua Úc, Mexico và Đài Bắc Trung Hoa . 
Với việc lọt vào top năm tại Giải vô địch bóng chày châu Âu 2019, CH Séc giành quyền tham dự vòng loại Olympic 2020 tại Ý vào tháng 9 năm 2019.   Ở giải, nước này đứng thứ ba, sau Israel và Hà Lan.

## Kết quả tại các giải đấu quốc tế

### World Baseball Classic
| 2006      | không được mời     | không được mời     | không được mời     | không được mời     | không được mời     | không được mời     | Không có vòng loại nào được tổ chức | Không có vòng loại nào được tổ chức | Không có vòng loại nào được tổ chức | Không có vòng loại nào được tổ chức |
| 2009      | không được mời     | không được mời     | không được mời     | không được mời     | không được mời     | không được mời     | Không có vòng loại nào được tổ chức | Không có vòng loại nào được tổ chức | Không có vòng loại nào được tổ chức | Không có vòng loại nào được tổ chức |
| 2013      | không đủ điều kiện | không đủ điều kiện | không đủ điều kiện | không đủ điều kiện | không đủ điều kiện | không đủ điều kiện | 0                                   | 2                                   | 6                                   | 28                                  |
| 2017      | không đủ điều kiện | không đủ điều kiện | không đủ điều kiện | không đủ điều kiện | không đủ điều kiện | không đủ điều kiện | 1                                   | 2                                   | 22                                  | 12                                  |
| 2023      | Vòng 1             | 14                 | 1                  | 3                  | 16                 | 25                 | 3                                   | 1                                   | 25                                  | 27                                  |
| 2026      | Chưa được xác định | Chưa được xác định | Chưa được xác định | Chưa được xác định | Chưa được xác định | Chưa được xác định | Tự động đủ điều kiện tham gia       | Tự động đủ điều kiện tham gia       | Tự động đủ điều kiện tham gia       | Tự động đủ điều kiện tham gia       |
| Tổng cộng | Vòng 1             | 2/6                | 1                  | 3                  | 16                 | 25                 | 4                                   | 5                                   | 60                                  | 67                                  |

### Giải vô địch bóng chày châu Âu
Đội tuyển Cộng hòa Séc đã tham gia Giải vô địch bóng chày châu Âu năm 2019 và giành vị trí thứ năm, xếp sau Đội tuyển Israel. Trong số những cầu thủ dự giải có Martin Červenka và Marek Minařík . 
- 1997 : xếp thứ 7
- 1999 : Thứ 8
- 2001 : Thứ 5
- 2003 : Thứ 6
- 2005 : Thứ 5
- 2007 : xếp thứ 12
- 2010 : Thứ 7
- 2012 : Thứ 5
- 2014 : Thứ 4
- 2016 : Thứ 5
- 2019 : Thứ 5
- 2021 : Thứ 5
- 2023 : Thứ 5